# ゴリラ・ズー
ゴリラ・ズー（英: Gorilla Zoe、本名: アロンゾ・マーティス、1980年11月29日 - ）はアメリカ合衆国ジョージア州アトランタ出身のヒップホップアーティストである。ラップグループBoyz N da Hoodのメンバーで、2007年にソロ活動を開始。2009年3月17日にリリースした2ndアルバム『Don't Feed Da Animals』は、ビルボードアルバムチャートにて初登場8位を記録した。

## 略歴

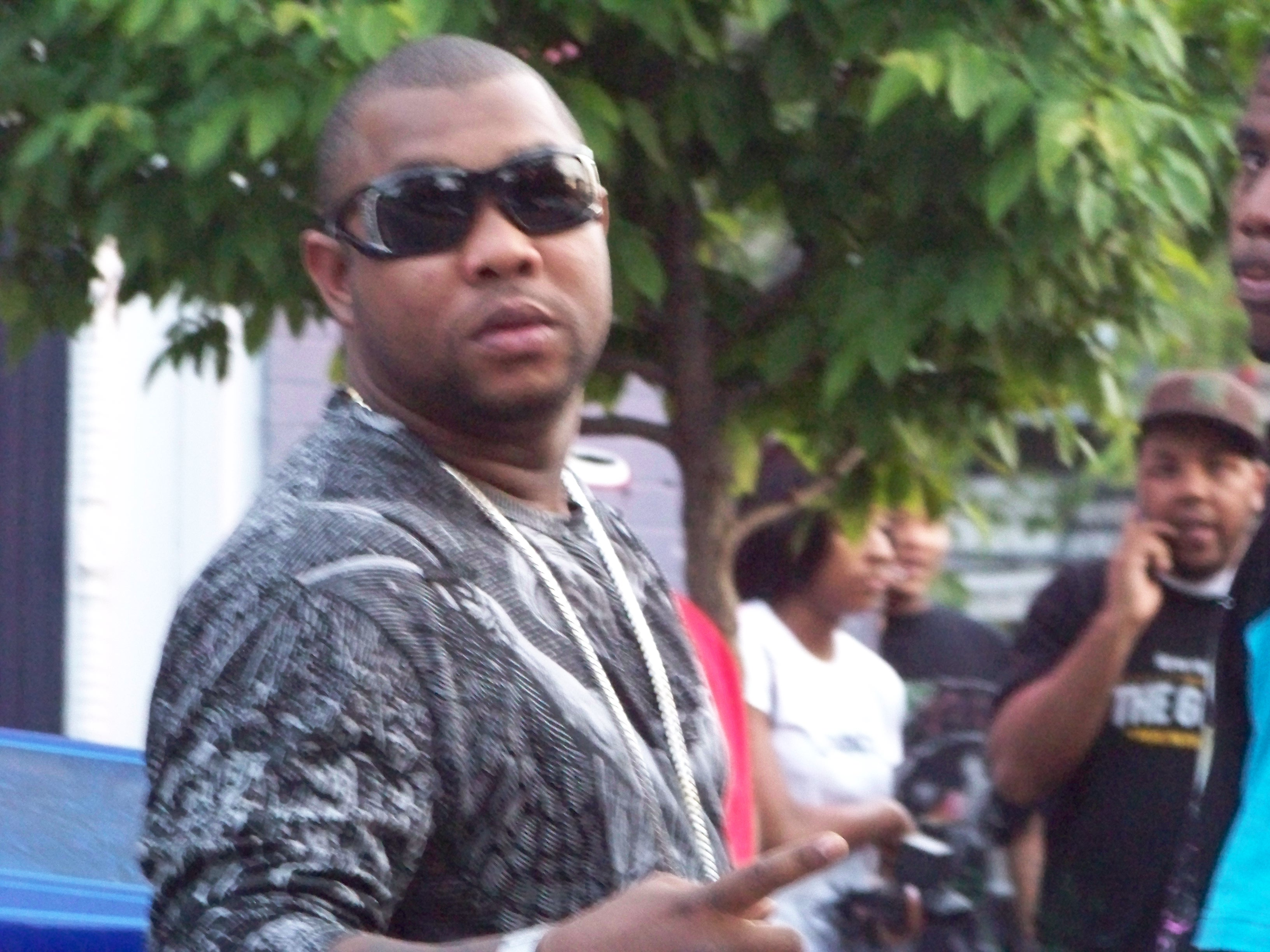
Gorilla Zoe（2008年）

ラップグループBoyz N da Hoodからヤング・ジージーが抜けたため、後継者として同グループに加わる。その後、Young Jocのシングル「Coffee Shop」にフィーチャリングされたことで一気に知名度が上がり、それから時をもまもなくしてリリースされた1stアルバム『Welcome to the Zoo』が、ビルボードアルバムチャート初登場18位を記録する。
2009年3月17日、前作から1年半以上を空け、2ndアルバム『Don't Feed Da Animals』をリリース。ビルボードアルバムチャートにて初登場8位を記録する。
2011年6月14日には3rdアルバム『King Kong』がリリースされた。

## ディスコグラフィー
主なアルバムとミックステープ
- Welcome to the Zoo (2007年)
- Don't Feed da Animals (2009年)
- King Kong (2011年)
- Don't Feed da Animals 2 (2017年)
- Gorilla Warfare (2017年)
- I Am Atlanta 4ever (2019年)
- 31 DAYS OF COVID-19 (2020年)